# Roberto Chery
Roberto Chery (Montevideo, Uruguay, 16 de febrero de 1896, Río de Janeiro, Brasil, 30 de mayo de 1919) fue un futbolista uruguayo. Jugaba de portero y su carrera la realizó en Peñarol, de la Primera División de Uruguay.

## Trayectoria
Su primer club fue el Club Atlético Peñarol, donde debutó ante River Plate en una final por el Torneo de Honor. Desde entonces jugó habitualmente en el primero de los carboneros por tres temporadas consecutivas. En lo que a clásicos compete, Chery jugó nueve partidos y solamente fue vencido una vez y de penal.

### Copa Roberto Chery
El 1 de junio de 1919, se jugó en Río de Janeiro, Brasil, la copa Roberto Chery. En ella, se disputó un único encuentro entre los seleccionados de Brasil y Argentina, donde el primero vistió con la casaca de Peñarol, y el segundo con la celeste de la selección uruguaya. El encuentro finalizó en empate 3 a 3, y la copa fue donada a la institución mirasol.

## Selección nacional
Fue internacional con la Selección de fútbol de Uruguay en varias ocasiones, llegando a representar a su país en el Sudamericano de 1919.

### Sudamericano de 1919
Luego de sus buenas actuaciones con Peñarol, fue convocado para disputar con su selección el sudamericano de 1919, donde su equipo buscaría lograr el tricampeonato. Acompañado de varias figuras como Isabelino Gradín, Benincasa, Delgado y los hermanos Scarone, él sería el suplente del veterano Cayetano Saporiti. Tendría la oportunidad de jugar ante la selección de Chile el 17 de mayo en la cancha de Laranjeiras, viejo estadio de Fluminense en Río de Janeiro. Con un gran esfuerzo evitó el gol trasandino, pero sufrió el estrangulamiento de una hernia y debió ser internado en un hospital de Río, falleciendo el día 30 de mayo.
Por su fallecimiento Brasil y Argentina jugaron un partido donde los argentinos vistieron la celeste de Uruguay y los Brasileros la Camiseta de Peñarol, cuadro que jugaba Roberto Chery) para donar a la familia lo recaudado. Además el trofeo en vez de ir a ninguna selección, fue donado al Club Atlético Peñarol, con el nombre Trofeo Roberto Chery, que engalana la entrada al estadio Campeón del Siglo del Club Atlético Peñarol. 
Su cuerpo embalsamado fue repatriado a Uruguay, llegando a Montevideo el 15 de junio a bordo del vapor San Pablo. Tras realizarsele un homenaje en la Asociación Uruguaya de Fútbol, una gran multitud acompañó el cortejo fúnebre hasta al Cementerio Central de Montevideo, donde fue enterrado.

### Participaciones en Copa América
| América           | Sede   | Resultado  |
| ----------------- | ------ | ---------- |
| Copa América 1919 | Brasil | Subcampeón |

## Clubes
| Club    | País    | Año       |
| ------- | ------- | --------- |
| Peñarol | Uruguay | 1916-1919 |

## Palmarés

### Campeonatos nacionales
| Título              | Club    | País    | Año  |
| ------------------- | ------- | ------- | ---- |
| Campeonato Uruguayo | Peñarol | Uruguay | 1918 |

### Torneos internacionales
| Título                 | Club    | País    | Año  |
| ---------------------- | ------- | ------- | ---- |
| Cup Tie Competition    | Peñarol | Uruguay | 1916 |
| Copa de Honor Cusenier | Peñarol | Uruguay | 1918 |